# Helmut Thiel
Helmut Thiel (* 23. Mai 1933 in Königsberg (Preußen); † 3. September 2023) war ein deutscher Politiker (SED, PDS).

## Leben
Helmut Thiel legte die Mittlere Reife ab und wurde nach einer Sonderreifeprüfung zum Studium der Rechtswissenschaften zugelassen. Das Studium schloss er 1957 mit dem Diplom ab. Danach war er Rechtsreferent beim Rat der Stadt Schwerin. 1963 wurde er Mitarbeiter der Deutschen Post und war dort Leiter eines Post- und Fernmeldeamtes. Er ist Mitglied der Deutschen Postgewerkschaft und des Postsportvereins e.V. von 1950 Ludwigslust.
Helmut Thiel war konfessionslos, verheiratet und hatte zwei Kinder.

## Politik
Helmut Thiel trat 1953 der SED bei und wurde mit der Umbenennung 1990 Mitglied der PDS. Bei der Landtagswahl in Mecklenburg-Vorpommern 1990 wurde er über die Landesliste der LL/PDS in den Landtag Mecklenburg-Vorpommern gewählt. Am 31. Mai 1991 schied er aus dem Landtag aus. Nachrückerin wurde Angelika Gramkow.